# Jan Süselbeck
Jan Süselbeck (* 26. Juli 1972 in Viersen) ist ein deutscher Germanist,  Literaturkritiker und Hochschullehrer. Von 2005 bis 2016 war er Redaktionsleiter der Zeitschrift literaturkritik.de. 2015/16 war Süselbeck Associate Professor für Deutsche Sprach- und Literaturwissenschaft  an der University of Calgary. Für das gleiche Fach ist er seit 2021  Associate Professor und seit 2024 Full Professor an der Technisch-Naturwissenschaftlichen Universität Norwegens.

## Leben

### Jugend und Studium
Süselbeck wuchs als Sohn eines evangelischen Pfarrers im Saarland und am Niederrhein auf und legte sein Abitur an der Deutschen Schule in Barcelona ab. Das Studium der Neueren Deutsche Literatur, Neueren Geschichte sowie Theater-, Film- und Fernsehwissenschaft an der Freien Universität Berlin schloss er mit einer Magisterarbeit bei Horst Denkler über Arno Schmidts kritische Auseinandersetzung mit Gustav Frenssen ab. 2004 wurde er als Stipendiat der Arno Schmidt Stiftung an der FU bei Peter Sprengel mit einer Arbeit über Zeitkritik bei Arno Schmidt und Thomas Bernhard promoviert.

### Akademische Laufbahn
Ab 2005 war Süselbeck wissenschaftlicher Mitarbeiter am Lehrstuhl von Thomas Anz an der Philipps-Universität Marburg. 2009 erhielt er dort eine Vertretungsprofessur für Neuere Deutsche Literatur. 2012 habilitierte sich Süselbeck in Marburg mit einer Studie zu den emotionalen Effekten literarischer und audiovisueller Kriegsdarstellungen vom 19. bis zum 21. Jahrhundert. Mit einem Habilitationscolloquium zum Thema des Literarischen Antisemitismus bei Gustav Freytag und Wilhelm Raabe erhielt Süselbeck dort die venia legendi für Neuere deutsche Literatur. Nach seiner Antrittsvorlesung mit dem Titel Zwischen Intertextualität und Plagiarismus. Literarische Antworten auf Fragen der Originalität seit 1990 erlangte Süselbeck am 11. Juli 2012 den Status eines Privatdozenten an der Universität Marburg. Ab Mai 2012 war er zusätzlich als wissenschaftlicher Mitarbeiter an der Universität Siegen angestellt, wo er im Wintersemester 2013/2014 eine Vertretungsprofessur für Neuere deutsche Philologie sowie Medien- und Kulturwissenschaft innehatte. Zudem wurde Süselbeck im Sommersemester 2012 als Gastdozent des Graduiertenkollegs „Generationengeschichte. Generationelle Dynamik und historischer Wandel im 19. und 20. Jahrhundert“ an die Georg-August-Universität Göttingen eingeladen. Nach weiteren Stationen als wissenschaftlicher Mitarbeiter und Lehrbeauftragter bzw. Privatdozent in Marburg und Siegen wurde er im September 2015 als Associate Professor of German Studies auf eine vom Deutschen Akademischen Austauschdienst geförderten Stelle der University of Calgary in Alberta, Kanada berufen. Für das akademische Jahr 2016/2017 erhielt Süselbeck ein Junior Fellowship im Alfried Krupp Wissenschaftskolleg Greifswald. Nach einem DAAD-Rückkehrstipendium an der RWTH Aachen (2020/2021) wurde er 2021 als Associate Professor und 2024 als Full Professor für deutschsprachige Kulturstudien an die Technisch-Naturwissenschaftliche Universität Norwegens (NTNU) in Trondheim berufen.
Süselbecks Forschungsschwerpunkte sind Emotionsforschung, Repräsentationen des Krieges, Literarischer Antisemitismus, Literatur nach Auschwitz, Generation Studies, Gegenwartsliteratur, Literaturvermittlung in den Medien, Film- und Theaterwissenschaft.

### Wirken in Publizistik und Literaturbetrieb
Parallel zu Studium und akademischer Karriere war er anfangs in der Öffentlichkeitsarbeit für den Verbrecher Verlag sowie als Lektor und freier Journalist in Berlin tätig. Seit 2001 lieferte er Beiträge unter anderem für die Frankfurter Allgemeine Zeitung und Marcel Reich-Ranickis Frankfurter Anthologie, den Deutschlandfunk, für die taz, die Frankfurter Rundschau, die Süddeutsche Zeitung, die Jüdische Allgemeine, Mittelweg 36, Aus Politik und Zeitgeschichte (APuZ), Konkret, Jungle World, Theater heute und Arte. Von 2005 bis 2016 war Süselbeck Redaktionsleiter der Zeitschrift literaturkritik.de und wirkte dort noch bis 2023 in der Redaktionsleitung mit. Von 2005 bis 2015 war er erster Vorsitzender des Marburger Literaturforums e. V.

## Veröffentlichungen

### Monografien
- Im Angesicht der Grausamkeit. Emotionale Effekte literarischer und audiovisueller Kriegsdarstellungen vom 19. bis zum 21. Jahrhundert. Göttingen: Wallstein Verlag 2013.
- Das Gelächter der Atheisten. Zeitkritik bei Arno Schmidt und Thomas Bernhard. Basel, Frankfurt am Main: Stroemfeld 2006.
- „Arse=tillery + Säcksualität“. Arno Schmidts kritische Auseinandersetzung mit Gustav Frenssen. Bielefeld: Aisthesis Verlag 2001.

### Herausgeberschaften
- Stefanie Schüler-Springorum / Jan Süselbeck (Hrsg.): Emotionen und Antisemitismus. Geschichte – Literatur – Theorie. Reihe: Studien zu Ressentiments in Geschichte und Gegenwart. Göttingen: Wallstein Verlag 2021.
- Familiengefühle. Generationengeschichte und NS-Erinnerung in den Medien. Berlin: Verbrecher Verlag 2014.
- mit Søren Fauth und Kasper Green Krejberg: Repräsentationen des Krieges. Emotionalisierungsstrategien in der Literatur und in den audiovisuellen Medien vom 18. bis zum 21. Jahrhundert. Göttingen: Wallstein Verlag 2012.
- mit Andrea Geier: Konkurrenzen, Konflikte, Kontinuitäten. Generationenfragen in der Literatur seit 1990. Göttingen: Wallstein Verlag 2009.
- mit Jörg Schuster und Kevin Vennemann: Ich habe sie gesammelt, die unmöglichen Orte. Literarische Topographien der Gegenwart. Göttingen: Wallstein Verlag 2015 (= die horen. Zeitschrift für Literatur, Kunst und Kritik. 66. Jahrgang, Ausgabe 257).

### Ausgewählte Aufsätze
- Die Gegenwart des literarischen Antisemitismus. Zum religiösen Gefühlswissen seit der Romantik – mit einem Close-Reading von Peter Handkes Text „Die Lehre der Saint-Victoire“ (1980). In: Hans-Joachim Hahn / Hans Kruschwitz / Christine Waldschmidt (Hrsg.): „Aggregate der Gegenwart“. Entgrenzte Literaturen und Erinnerungskonflikte. Bielefeld: Transcript Verlag, Reihe: Lettre 2023, 321–336.
- Eine Debatte über den Zerfall. „Tristesse Royale“ als realistische Darstellung eines Dialogs über das Nachtleben. In: Søren R. Fauth / Rolf Parr (Hrsg.): Neue Realismen in der Gegenwartsliteratur. Paderborn: Wilhelm Fink 2016, S. 197–211.
- Irrealencyklopädie der WesterWelt. Dekonstruktion und Rekonstruktion des Kanons bei Arno Schmidt. In: Axel Dunker / Sabine Kyora (Hrsg.): Arno Schmidt und der Kanon (= Bargfelder Bote. Sonderlieferung). München: edition text + kritik im Richard Boorberg Verlag, S. 127–141.
- Verfluchung einer Kriegskinderbiografie. NS-Geschlechterbilder und Generationenkritik in Gisela Elsners Roman Fliegeralarm. In: Christian Poetini (Hrsg.): Gender im Gedächtnis. Geschlechtsspezifische Erinnerungsdiskurse in der deutschsprachigen Gegenwartsliteratur. Beiträge zum Ehrenkolloquium für Mireille Tabah. Bielefeld: Aisthesis Verlag 2015, S. 201–216.
- Zusammen mit Jörgen Schäfer: Nachdenken über Lady P. Von den Adlon-Tapes zu Tristesse Royale – Vorüberlegungen zu einer textgenetischen Teiledition. In: Zeitschrift für Literaturwissenschaft und Linguistik (LiLi). Heft 179, September 2015, S. 108–133.
- Verschwinden die Verrisse aus der Literaturkritik? Zum Status polemischer Wertungsformen im Feuilleton. In: Christina Gansel / Heinrich Kaulen (Hrsg.): Literaturkritik heute. Tendenzen – Traditionen – Vermittlung. Göttingen: V&R Unipress 2015, S. 175–195. Eine Kurzversion ist in literaturkritik.de 2/2015 abrufbar.
- Die Kraft der Tränen – Über die Melodramatisierung des ›Täterinnenschicksals‹ in Bernhard Schlinks Roman „Der Vorleser“ und in Stephen Daldrys Verfilmung „The Reader“. In: Carsten Gansel / Markus Joch / Monika Wolting (Hrsg.): Zwischen Erinnerung und Fremdheit. Entwicklungen in der deutschen und polnischen Literatur nach 1989. Göttingen: Vandenhoeck & Ruprecht 2015, S. 195–207.
- Szenen in der Synagoge. Die Rezeption von William Shakespeares „Kaufmann von Venedig“ bei August Wilhelm Schlegel und Heinrich Heine. In: Nike Thurn (Hrsg.): Literarischer Antisemitismus. Der Deutschunterricht. Beiträge zu seiner Praxis und wissenschaftlichen Grundlegung. Heft 2/2015, S. 18–29.
- Philosemitismus und imaginierte Weiblichkeit. Über Karl Gutzkows Roman Wally, die Zweiflerin. In: sans phrase. Zeitschrift für Ideologiekritik. Heft 5, Herbst 2014, S. 166–182.
- Wilhelm Raabes ›schöne Jüdinnen‹. Interkulturelle Bewertungen von Ethik und Ästhetik in literaturwissenschaftlichen Textanalysen. In: Zeitschrift für interkulturelle Germanistik. Band 5, Heft 1/2014, S. 51–68. (= Peer reviewed).
- Die Außenseiter sind die Lehrer. Leo Löwenthals Konzept einer Sozialgeschichte der Literatur. In: Nicolas Berg / Dieter Burdorf (Hrsg.): ‚Textgelehrte‘ – Literaturwissenschaft und literarisches Wissen im Umkreis der Kritischen Theorie. Göttingen: Vandenhoeck & Ruprecht 2014, S. 215–231.
- Das multiple Ich. Arnolt Bronnens Autobiografie als später ‚Spiegel-Text‘ zu seinem Freikorps-Heldenroman „O. S.“. In: Karl Wagner, Michael Gamper, Stephan Baumgartner (Hrsg.): Der Held im Schützengraben. Führer, Massen und Medientechnik im Ersten Weltkrieg. Chronos, Zürich 2014, ISBN 978-3-0340-1028-3, S. 273–287.
- Tertium non datur. Gustav Freytags „Soll und Haben“, Wilhelm Raabes „Hungerpastor“ und das Problem des Literarischen Antisemitismus – eine Diskussion im Wandel. In: Dirk Göttsche / Florian Krobb (Hrsg.): Jahrbuch der Raabe-Gesellschaft. Band 54, Heft (Juli 2013), S. 51–72.
- War Sells, But Who’s Buying? Zur Emotionalisierung durch Kriegsdarstellungen in den Medien. In: Aus Politik und Zeitgeschichte. 63. Jahrgang, 32–33/2013, 5. August 2013, S. 34–40.
- Später Ruhm. Thomas Bernhards Drama „Über allen Gipfeln ist Ruh. Ein deutscher Dichtertag um 1980“ als Persiflage auf Autorschaftskonzepte des 20. Jahrhunderts. In: Manfred Mittermayer / Mireille Tabah (Hrsg.): Thomas Bernhard – Persiflage und Subversion. Würzburg: Königshausen & Neumann, S. 87–105.
- Die Totalität der Mitte. Gustav Freytags Figur Anton Wohlfart und Wilhelm Raabes Protagonist Hans Unwirrsch als ‚Helden‘ des antisemitischen ‚Bildungsromans‘ im 19. Jahrhundert. In: Nikolas Immer / Mareen van Marwyck (Hrsg.): Ästhetischer Heroismus. Konzeptionelle und figurative Paradigmen des Helden. Bielefeld: transcript Verlag 2013, S. 293–321.
- Zwischen Intertextualität und Plagiarismus. Literarische Antworten auf Fragen der Originalität seit 1990. In: Erik Schilling / Klaus Birnstiel (Hrsg.): Literatur und Theorie seit der Postmoderne. Mit einem Nachwort von Hans Ulrich Gumbrecht. Stuttgart: Hirzel 2012, S. 121–136.